# 동녘도서관
동녘도서관은 대한민국 제주특별자치도에 있는 공공도서관이다.

## 연혁
제주도립도서관 설치 조례에 근거하여 1995년 개관하였다. 설립 초기에는 인근의 세화중학교와 통합 운영되었으나 2006년 분리되었다. 2008년에 도서관 건물을 증축하였으며, 2009년에는 제주특별자치도 평생학습관으로 지정되었다. 2014년 1월에 제11대 현관주 관장이 취임하였다.

## 현황

### 소장 자료
2014년 1월 현재 도서는 총 81,223책, 비도서 자료는 3,351점, 연속간행물 26종, 신문 8종을 소장하고 있다.

### 시설
도서관 건물은 제주특별자치도 제주시 구좌읍 일주동로 3132에 위치하고 있다. 구체적인 자료실 및 편의시설 배치는 다음과 같다.
- 1층 : 어린이자료실, 평생교육실, 학생열람실, 성인열람실, 문화사랑방, 서버실, 강당
- 2층 : 제1종합자료실, 제2종합자료실, 정보자료실, 강당, 자료정리실, 방송실, 관장실

## 이용

### 이용 시간
- 자료실 : 화~금요일 09:00 ~ 22:00, 토~일요일 09:00~18:00
- 열람실 : 08:00 ~ 22:00
- 휴관일 : 매주 월요일, 일요일을 제외한 공휴일(단, 일요일이 공휴일일 때는 휴관), 개관기념일(5월 24일), 12월 31일

### 회원 자격
- 제주특별자치도 제주시 구좌읍에 주민등록이 되어 있는 도민

### 자료 대출 규정
- 대출자격 : 회원증을 소지한 본인에 한해 도서 대출
- 대출권수 : 1인 5책
- 대출기한 : 15일(대출일 포함)